# Lee Evans (attore)
Lee Evans (Bristol, 25 febbraio 1964) è un attore e sceneggiatore britannico.
A 20 anni, nel 1984, si è sposato ed ha una figlia, Molly, nata nel 1994.

## Filmografia

### Attore

#### Cinema
- Il commediante (Funny Bones), regia di Peter Chelsom (1995)
- Brooms, regia di Luke Cresswell e Steve McNicholas (1996)
- Il quinto elemento (Le cinquième élément), regia di Luc Besson (1997)
- Un topolino sotto sfratto (MouseHunt), regia di Gore Verbinski (1997)
- Tutti pazzi per Mary (There's Something About Mary), regia di Bobby e Peter Farrelly (1998)
- The Ladies Man, regia di Reginald Hudlin (2000)
- The Martins, regia di Tony Grounds (2001)
- Vacuums, regia di Luke Cresswell e Steve McNicholas (2002)
- Bara con vista (Plots with a View), regia di Nick Hurran (2002)
- The Medallion, regia di Gordon Chan (2003)
- Freeze Frame, regia di John Simpson (2004)

#### Televisione
- The World of Lee Evans - serie TV, 4 episodi (1995)
- Clair de Lune, regia di Paul Unwin (1995)
- Lee Evans - So What Now? - serie TV, 8 episodi (2001)
- The History of Mr Polly, regia di Gillies MacKinnon (2007)
- The Dinner Party, regia di Tony Grounds (2007)
- Doctor Who - serie TV, episodio Il pianeta dei morti (2009)

### Doppiatore
- Dinotopia, regia di Marco Brambilla - miniserie TV (2002)

## Doppiatori italiani
- Danilo De Girolamo in Un topolino sotto sfratto, The Medallion e Bara con vista
- Mino Caprio in Dinotopia
- Edoardo Nordio in Tutti pazzi per Mary

Da doppiatore è sostituito da:
- Roberto Stocchi in La giostra magica